# فرناندا ماركيز
فرناندا ماركيز (بالبرتغالية: Fernanda Marques‏) هي عداءة المسافات الطويلة برتغالية، ولدت في 15 أبريل 1966.

## وصلات خارجية
- فرناندا ماركيز على موقع الاتحاد الدولي لألعاب القوى (الإنجليزية)
- فرناندا ماركيز على موقع الاتحاد الأوروبي لألعاب القوى (الإنجليزية)
- فرناندا ماركيز على موقع رابطة إحصائيات سباق الطريق (الإنجليزية)
- فرناندا ماركيز على موقع أوليمبيديا (الإنجليزية)